# Helmsley Castle
Helmsley Castle är ett slott i Storbritannien.   Det ligger i grevskapet North Yorkshire och riksdelen England, i den centrala delen av landet, 300 km norr om huvudstaden London. Helmsley Castle ligger 57 meter över havet.
Terrängen runt Helmsley Castle är platt åt nordost, men åt sydväst är den kuperad. Helmsley Castle ligger nere i en dal. Runt Helmsley Castle är det ganska tätbefolkat, med 52 invånare per kvadratkilometer. Närmaste större samhälle är Easingwold, 16,1 km sydväst om Helmsley Castle. Trakten runt Helmsley Castle består i huvudsak av gräsmarker.